# Teleférico da Aiguille du Midi

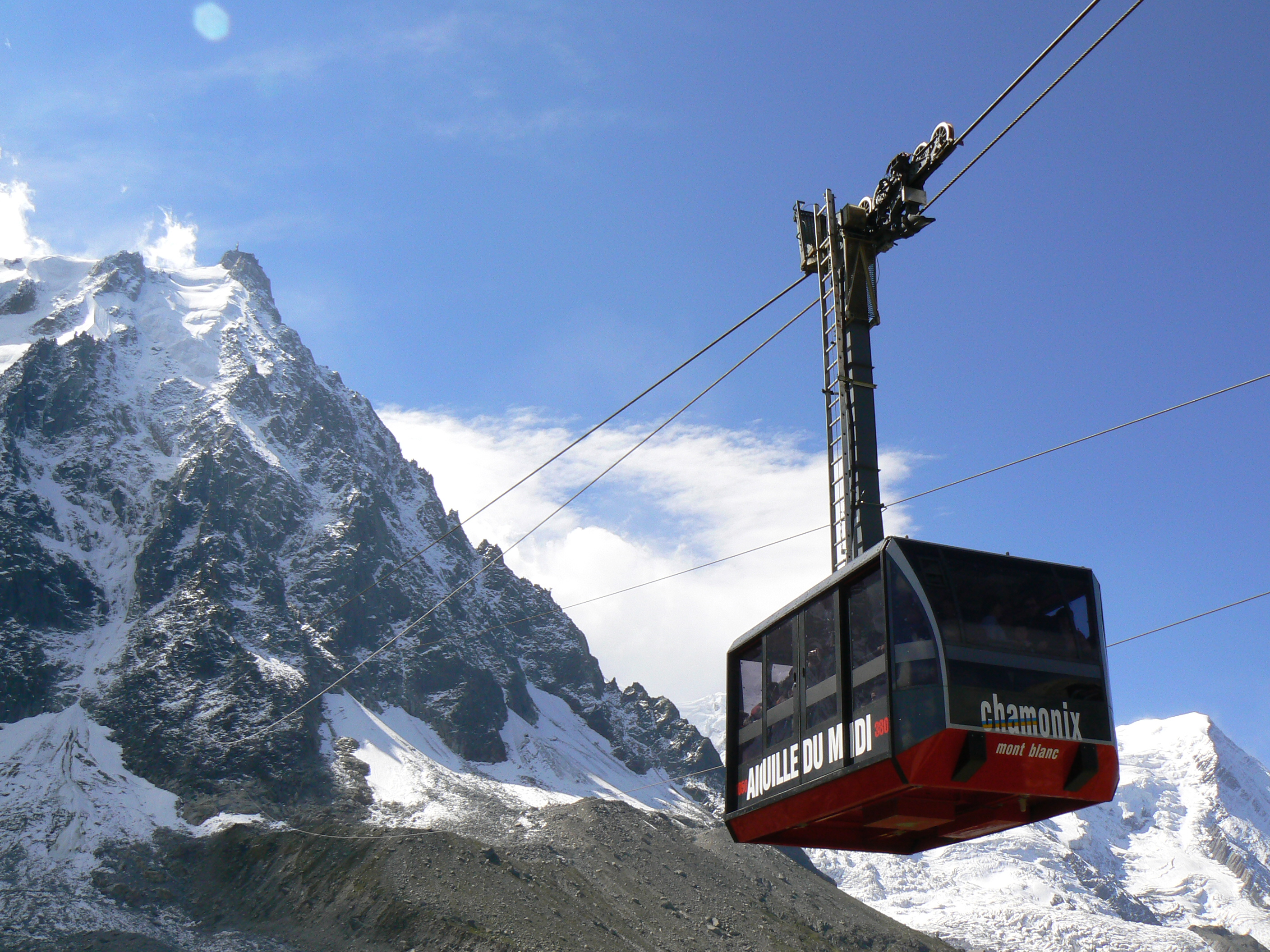
À partida do Plan

O Teleférico da Agulha do Midi está situado no território de Chamonix, na  França, e liga a cidade com a Agulha do Midi no Maciço do Monte Branco.
Com um comprimento total de 5 420 m, são efectuados em cerca de 15 min e têm um desnivelamento de 2 749 m. Atendendo à distância a percorrer o percurso é feito em duas parte, com paragem numa estação intermédia, "Le Plan".  A partir da  Agulha do Midi pode tomar-se o Telecabina Panorâmica do Monte Branco que atravessa a Vallée Blanche.

## História
Foi em 1904 que se começou a pensar na construção de um teleférico, mas a concessão para caminho de ferro aéreo da agulha do Midi - ainda não se tinha inventado o termo teleférico - foi dada 1909 ao engenheiro alemão Wilhelm Feldmann e ao suíço Emil Strub - o inventor do sistema de cremalheira Sistema - e faltavas pouco para terminar quando rebentou a Primeira Guerra Mundial, pelo que só recomeçaram em 1923 para se terminarem no ano seguinte.
A partir de 1935 preparara-se e balizaram-se pistas de esqui e de bobsleigh na Pista dos Glaciares e no ano seguinte foram aí que tiveram lugar os Campeonatos franceses de esqui.

### Primeira parte
A 2 553 m, a estação do  Plan-de-l'Aiguille foi aberto em 1954 e liga Chamonix a 1 038 m. Já com uma panorama notável, é o ponto de partida para inúmeros percursos de pedestrianismo nas Agulhas de Chamonix e o Lago Azul. Partida para escalar até a Agulha do Midi, é a partida dos parapentes.
Bom número de pessoas que compram o bilhete para a viagem completa, ficam por aqui quando se apercebem o que sofreram mesmo tendo três suportes intermédios, e o que os espera o resto, sem torres na 2da parte!

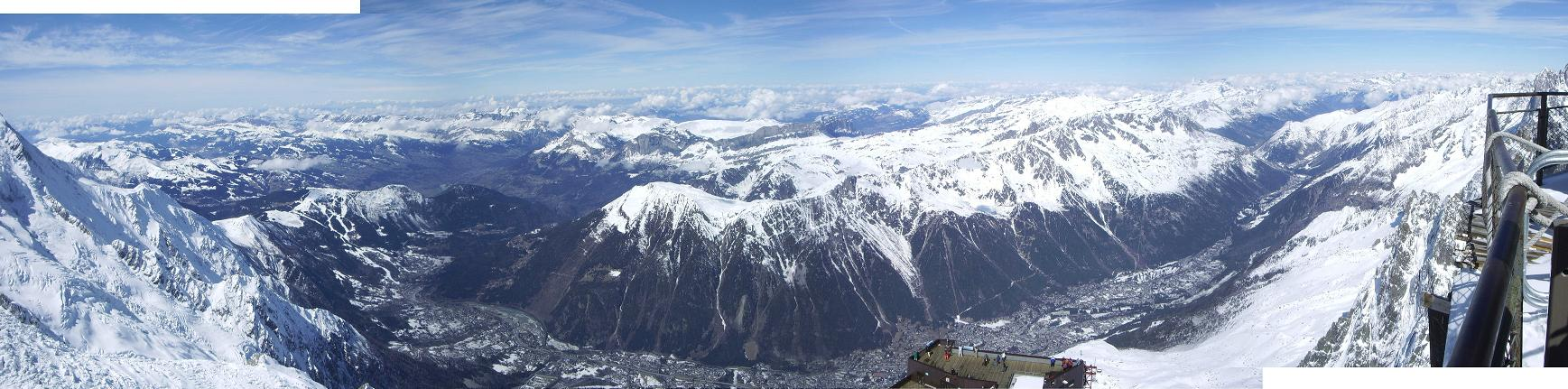
Panorama sobre o Vale de Chamonix

### Segunda parte
A segunda parte, Plan de l'Aiguille-Agulha do Midi, foi aberta no ano seguinte, e estende-se por 2 867 m, para subir 1 470 m e se encontrar a 3 777 m.
Sem nenhum pilar entre a partida e a chegada - onde se entra por baixo- é nesta estação que se encontram os cabos tractores e os contra-pesos de tensão dos cabos de suporte.

## Agulha
Na estação de chegada efectua-se no pitão Norte que tem o "Restaurante 3842", cafetéria, loja de recordações e um terraço sobre Chamonix. Uma passarela dá acesso ou ao;
- ascensor de 66 m, que por dentro do pico dá acesso ao cume da agulha a 3842 e do terraço uma vista a 360 o
- Teleférico panorâmica da Monte Branco que  passa sobre o Vale Branco e o Glaciar do Gigante para atingir a ponta Helbronner que marca a fronteitra com a  Itália.

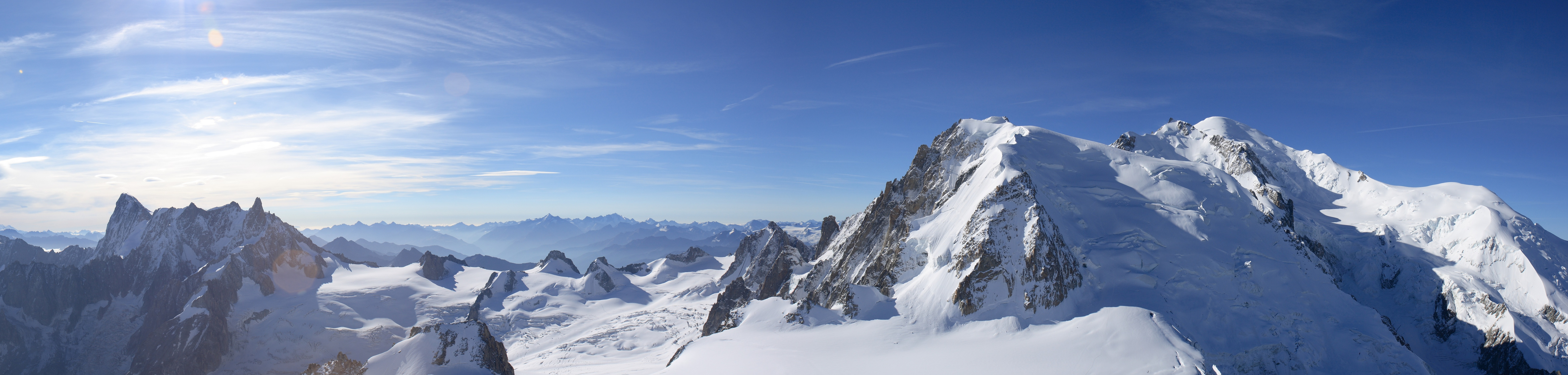
Panorama sobre o Monte Branco

## Características
- País;  França
- Região; Alta Saboia
- Local;
- Sítios; Agulha do Midi - Agulhas de Chamonix - Maciço do Monte Branco
- Utilização; Itinerários de alpinismo e Esqui-alpinismo no Vale Branco, ou desfrutar da vista
- Geos chegada;  45° 52' 44"N 06° 53' 15"E
- Data construção; 1954
- Partida
  - Chamonix - 1 038m
- Estação intermédia
  - Desnível;	1 279 m
  - Comprimento;	2 553 m
  - Tempo;	8 min
  - Velocidade;	19,1 km/h
- Chegada
  - Pitão Norte da agulha do Midi- 3 777 m
  - Desnível;	1 470 m
  - Comprimento;	2 867 m
  - Tempo; 8 min
  - Velocidade;	21,5 km/h
- Total
  - Desnível;	2 749 m
  - Comprimento;	5 420 m
  - Tempo; 	16 min
  - Velocidade média;	20,3 km/h
  - Capacidade; 75 pess.
  - Maior vão; 2 867 m
- Ligações; Teleférico panorâmica da Monte Branco

## Imagens

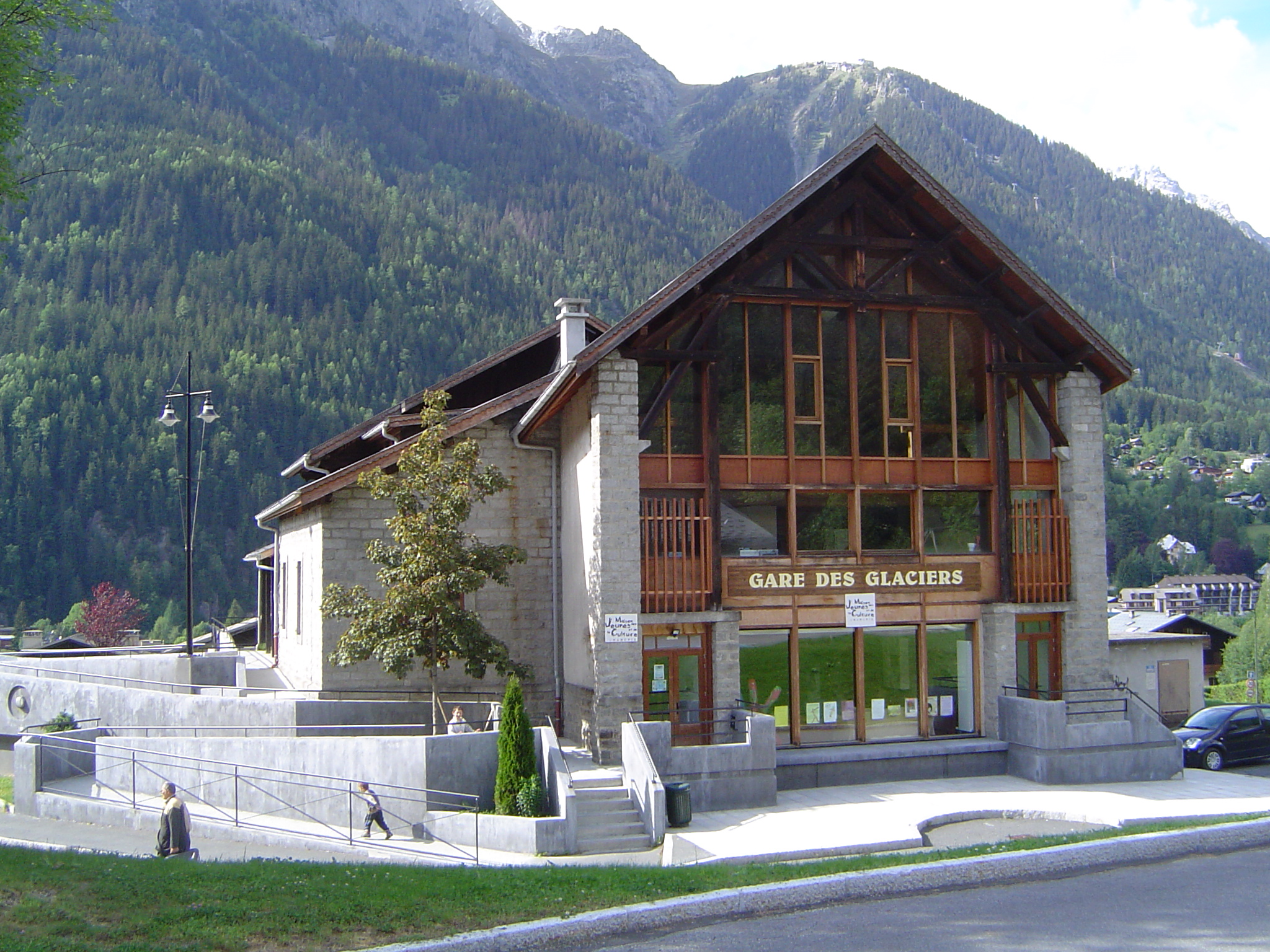
Estação de partida de Chamonix
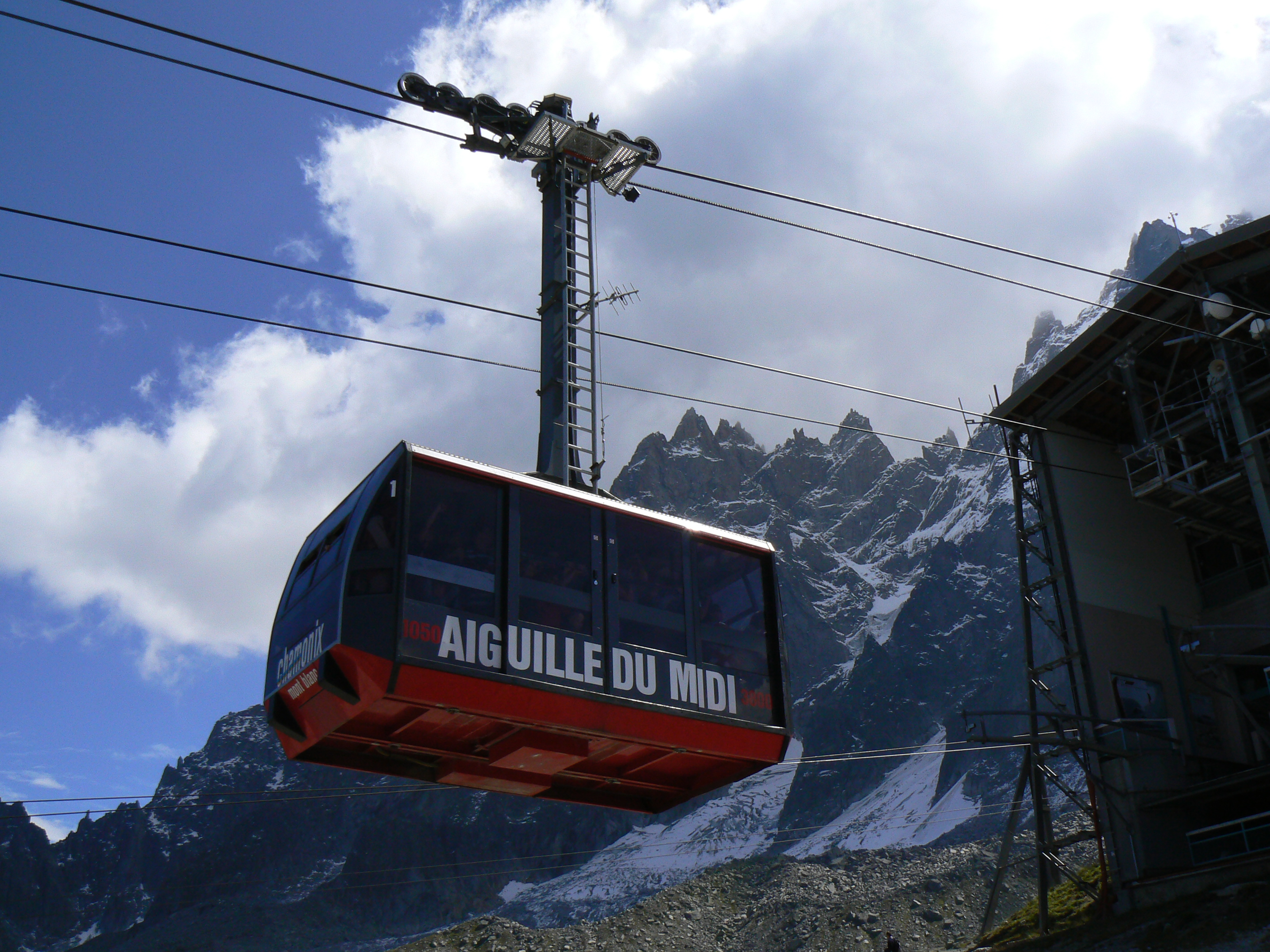
Chegada à estação intermédia
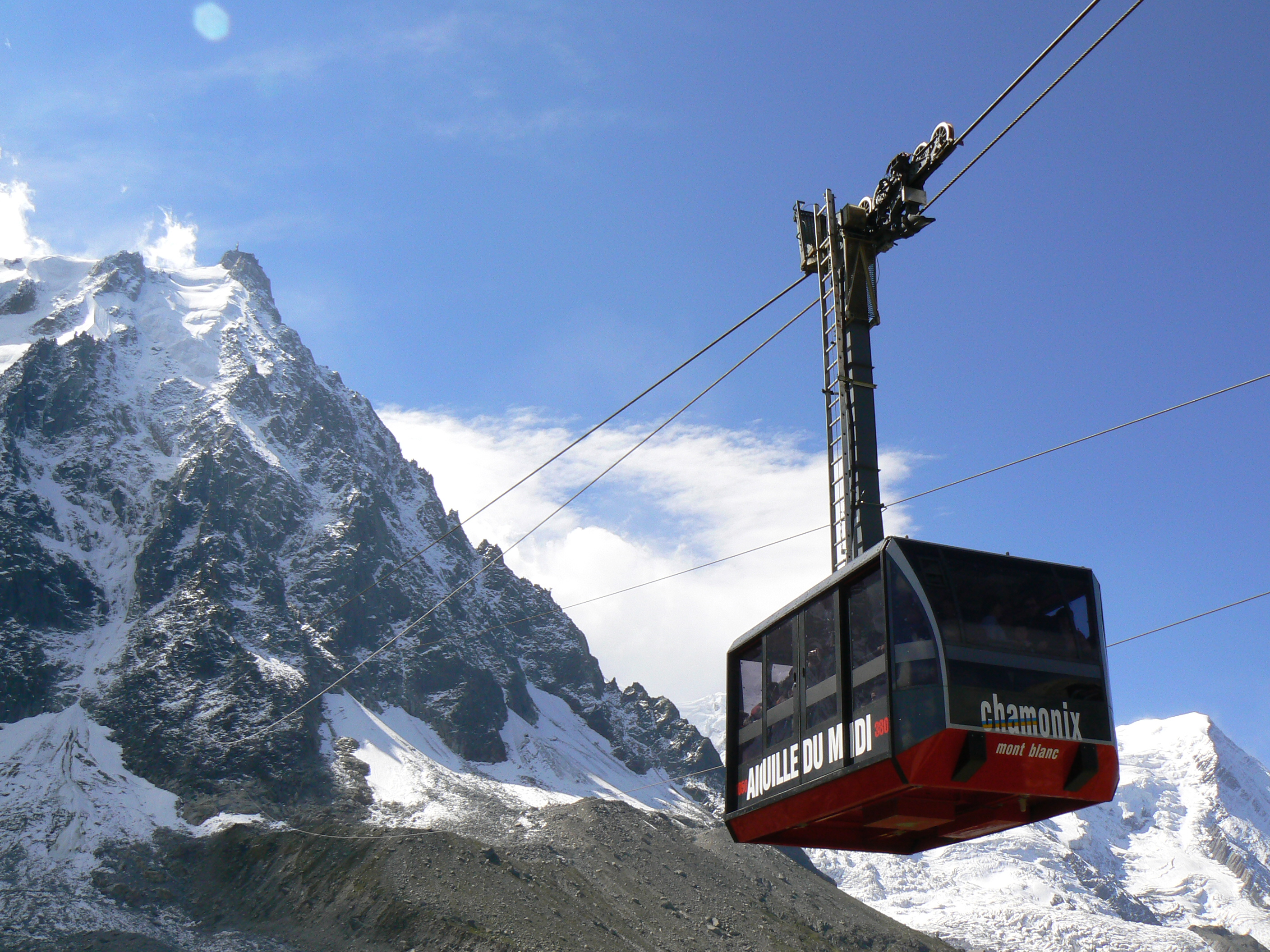
Partida da estação intermédia
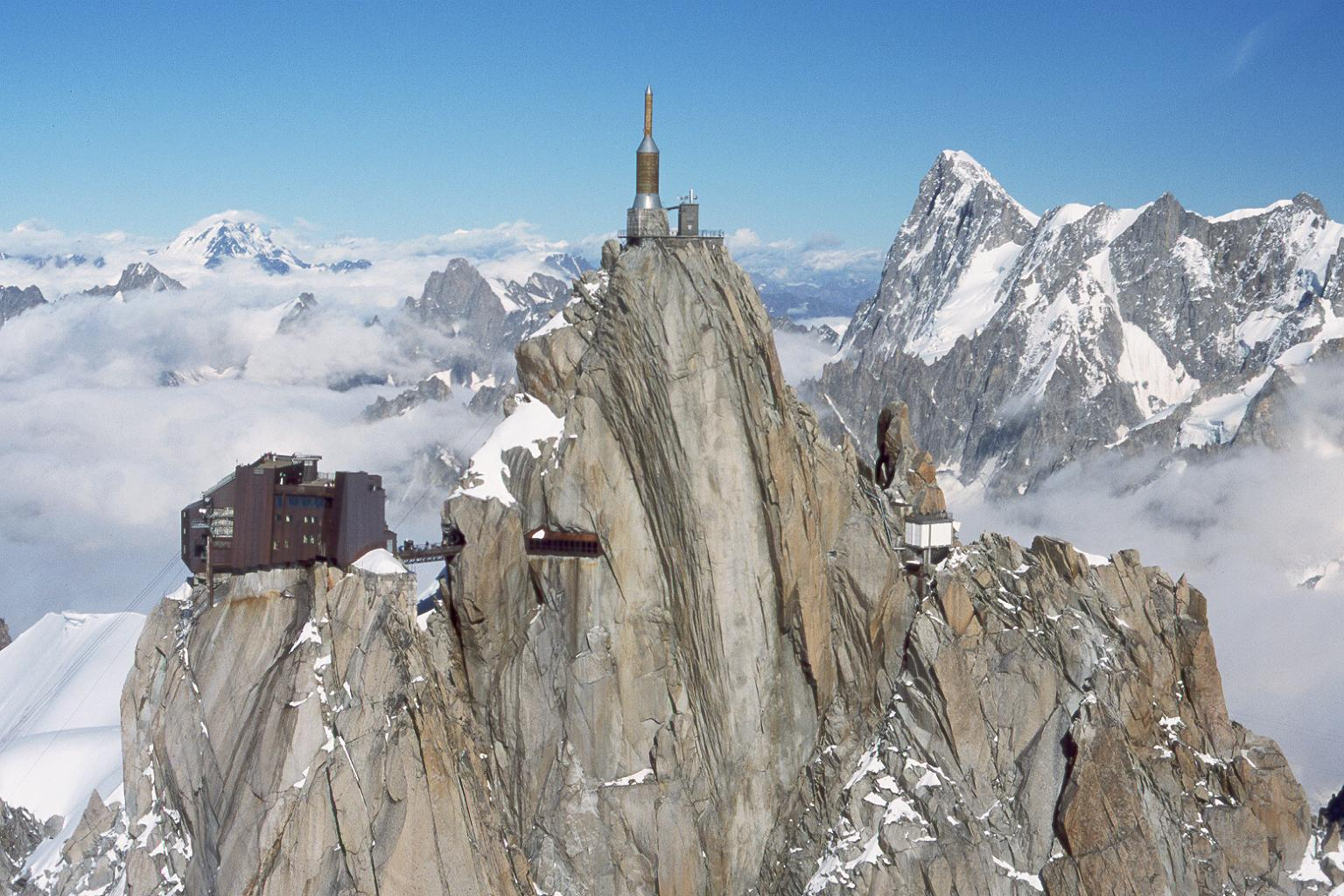
Chega-se por baixo, nos cabos à esq.

Ver outras imagens na referência, Compagnie du Mont-Blanc- com webcams -  e AdM.net